# Ghiselin Danckerts
Ghiselin Danckerts (także Dankers, Dangerts, Dancher, Dancardo, d’Ankerts; ur. między 1505 a 1515 w Tholen, zm. po sierpniu 1565) – franko-flamandzki kompozytor, śpiewak i teoretyk muzyki.

## Życiorys
W młodości przypuszczalnie był klerykiem w Liège. Następnie wyjechał do Włoch, gdzie po krótkim pobycie w Neapolu przeniósł się do Rzymu, trafiając na dwór papieski. Od 1538 do sierpnia 1565 roku był śpiewakiem w Kaplicy Sykstyńskiej. W 1556 roku otrzymał tytuł szambelana. Ceniony jako kompozytor i teoretyk, w 1551 roku wspólnie z Bartolomé de Escobedo był sędzią w debacie między Nicolą Vicentino i Vicentem Lusitano na temat natury skal. Pomimo to na fali reform soboru trydenckiego został zwolniony z dworu papieskiego z bardzo niepochlebną opinią.
Skomponował dwa motety (6- i 8-głosowy), kilka madrygałów, 4-głosowy kanon zwany szachownicowym z powodu stosowania na zmianę nut białych i czarnych oraz dwa inne kanony 4- i 6-głosowy. Swoje poglądy na temat skal muzycznych wyłożył w napisanym w 1551 roku traktacie Trattato sopra una differentia musicale (rękopis w zbiorach Biblioteki Watykańskiej), w którym występował przeciwko poglądom Vicentina. Dzieło to doczekało się w sumie trzech wersji.